# Jaan Tõnisson
Jaan Tõnisson (22. prosince 1868 Viiratsi vald – asi 1941) byl estonský politik. V letech 1919 až 1920 dvakrát sloužil jako předseda vlády Estonska, v letech 1927 až 1928 a znovu roku 1933 jako hlava státu (riigivanem), což byla specifická pozice v tehdejším estonském politickém systému, která v sobě kombinovala postavení prezidenta a premiéra. Byl též ministrem zahraničí Estonska od roku 1931 do roku 1932. Po sovětské invazi a okupaci Estonska v červnu 1940 byl Sověty zatčen a s nejvyšší pravděpodobností, jako většina vysokých estonských politiků v té době, byl buď popraven, nebo zemřel v zajetí. Dokumentace jeho smrti se ovšem nedochovala. Naživu byl ještě v červnu 1941. Podle nepřímých důkazů byl popraven sovětskou NKVD na začátku července 1941.

## Život
Narodil se za ruské nadvlády nad Estonskem. Vyrůstal během estonského národního obrození a již v dětství byl inspirován nacionalistickými myšlenkami. Studoval na farní škole a později také na střední škole ve Viljandi. Pokračoval ve studiu na právnické fakultě univerzity v Tartu, absolvoval v roce 1892. Na univerzitě se připojil k Estonské studentské společnosti, skupině, která hrála důležitou roli v národním hnutí na konci 19. a na počátku 20. století. Tõnisson se stal předsedou společnosti a potkal v ní například Villema Reimana, budoucího zakladatele Estonského národního muzea a předsedu Estonské literární společnosti.
Rusifikační politika v 90. letech 19. století vedla k zákazu několika estonských organizací, což řadu studentů, včetně Jaana Tõnissona, radikalizovalo. V roce 1893 se Tõnisson stal redaktorem největšího estonského deníku Postimees. V roce 1896 Tõnisson spolu s několika nejbližšími spolupracovníky noviny Postimees koupil a proměnil je v tribunu národního hnutí na další desetiletí. Tõnisson podporoval nacionalismus, který by stál na pevných morálních základech a nesnažil se dobývat jiné národy. Také bojoval za rozvoj estonské ekonomiky, zvláštní pozornost věnoval zakládání prvních zemědělských družstev v Estonsku, z jeho iniciativy byla také založena Estonská spořitelna.
V roce 1901 založil Konstantin Päts druhý estonský deník Teataja, čímž odstartoval nejen konkurenční boj, ale také politické soupeření mezi sebou a Tõnissonem. Tõnisson se stal lídrem „moralistické“, Päts „ekonomické“ větve národního hnutí.
I když Tõnisson neschvaloval účast Estonců v revoluci v roce 1905, po brutálních carských represích, vůči nim vášnivě protestoval. Díky svému vlažnému přístupu k revoluci se nicméně i tak dostal do konfliktu s radikálnějšími estonskými politiky. Na druhou stranu jeho postoj mu umožnil zůstat v Estonsku, zatímco Konstantin Päts nebo Otto Strandman museli odejít do exilu. Po revoluci car Mikuláš II. poskytl občanům určité politické svobody (Říjnový manifest, svého druhu první ruská ústava). Tõnisson toho využil a založil spolu s Villem Reimanem první estonskou politickou stranu – Estonskou stranu národního pokroku (Eesti Rahvuslik Eduerakond). Strana podporovala nacionalistické a liberální myšlenky i rozšíření ústavních práv, až ke konstituční monarchii.
V roce 1906 zaznamenala Strana národního pokroku velkou podporu v prvních ruských volbách a Tõnisson byl mezi čtyřmi estonskými politiky, kteří byli zvoleni do první státní dumy, kde se připojil k autonomisticko-federalistické skupině. Tõnisson byl zvolen do představenstva této skupiny a zorganizoval ve skupině samostatnou baltskou frakci. Dne 23. června 1906 Tõnisson a 177 dalších členů Státní dumy podepsali Vyborgskou výzvu, vyzývající k neposlušnosti, na protest proti rozpuštění Státní dumy carem. Byl za to odsouzen ke třem měsícům ve vězení. Poté se soustředil na rozvoj estonského školského systému, zakládal školy po celé zemi a otevřel několik středních škol s estonštinou jako vyučovacím jazykem.
Během první světové války, v roce 1915, Tõnisson a Jaan Raamot iniciovali vytvoření Severobaltského výboru pro ochranu válečných uprchlíků. Tõnisson sloužil jako předseda výboru až do roku 1917. Po únorové revoluci Estonci rychle zareagovali a získali od ruské prozatímní vlády autonomii a právo na vytvoření národní armády. Tõnisson byl vybrán, aby sestavil návrh reformy samosprávy. Byl jedním z mála politiků, kteří v těchto otázkách kontaktovali přímo ruskou prozatímní vládu. Nakonec byla vytvořena Autonomní gubernie Estonsko a Tõnisson byl v roce 1917 zvolen do Estonského zemského sněmu (Maapäev). Jeho strana, přejmenovaná na Estonskou demokratickou stranu (Eesti Demokraatlik Erakond), získala 7 z 55 křesel. Tõnisson navrhoval ideu vzniku skandinávského superstátu po válce, nicméně na konci podzimu 1917 byl mezi prvními estonskými politiky, kteří začali požadovat nezávislost Estonska.
Po říjnové revoluci místní komunisté zemský sněm rozpustili. Dne 28. listopadu 1917 se navzdory tomu většina jeho členů sešla na hradě Toompea a prohlásila se za zákonodárný sbor Estonska. V projevu v parlamentu Tõnisson zdůraznil situaci anarchie v Rusku a podpořil nezávislost. 4. prosince 1917 byl zatčen bolševiky za organizování schůze v Tartu. Byl propuštěn, ale 8. prosince byl nucen opustit zemi. Tajná rada starších sněmu ho pověřila úkolem odjet do Stockholmu a pokusit se zde nalézt podporu pro estonskou nezávislost nebo alespoň autonomii. Stal se dokonce vůdcem všech podobných estonských zahraničních delegací. V této pozici ho zastihlo vyhlášení nezávislosti Estonska 24. února 1918. Neváhal a delegace přeměnil na ambasády. Ve Stockholmu se pak setkal s německými a francouzskými velvyslanci, aby našel podporu pro estonskou nezávislost. Později byl s podobnými úkoly poslán do Kodaně. Po skončení německé okupace Estonska se Tõnisson 16. listopadu 1918 vrátil do Estonska.
Od 12. listopadu 1918 působil jako ministr bez portfeje a od 27. listopadu 1918 do 9. května 1919 byl zplnomocněným ministrem zahraničí estonské prozatímní vlády, kterou vedl Konstantin Päts. Vedl jednání ve Finsku, kde zajistil dodávku zbraní pro nadcházející válku za nezávislost. Byl také součástí estonské delegace na pařížské mírové konferenci.
Pro volby do estonského ústavodárného shromáždění Tõnisson opět transformoval svou stranu, tentokrát na Estonskou lidovou stranu (Eesti Rahvaerakond). Ve volbách do Ústavodárného shromáždění na jaře 1919 získala 25 ze 120 křesel. To mu umožnilo, po sestavení koalice s demokratickou levicí, aby se 18. listopadu 1919 stal předsedou vlády Estonska. Již následujícího dne vláda rozhodla, že Estonsko zahájí mírová jednání s Ruskem a 2. února 1920 byla podepsána Tartuská mírová smlouva, která ukončila válku za nezávislost. Smlouvou se Estonsko a Ruská sovětská federativní socialistická republika staly prvními zeměmi, které se vzájemně uznaly. Rozhodnutí podepsat separátní mír s Rusy se příliš nelíbilo stále bojujícímu Lotyšsku. V prosinci 1920 se vztahy s Lotyšskem dále zhoršily, když Estonsko zabralo pohraniční město Valga. Díky britského zprostředkování byl konflikt vyřešen a Valga byla rozdělena mezi obě země.
1. července 1920 sociální demokraté opustili koalici kvůli ideologickým rozdílům a celý kabinet padl 28. července 1920 poté, co Tõnisson nedokázal najít nového koaličního partnera. Do čela nového kabinetu byl vybrán další člen Lidové strany Ado Birk. Ani on však nezískal podporu Ústavodárného shromáždění a jeho kabinet byl v úřadu jen tři dny. Od 30. července 1920 do 26. října 1920 tak vedl Jaan Tõnisson svůj druhý kabinet jako předseda menšinové vlády. Estonská lidová strana i díky tomu ovšem rychle ztratila svou popularitu. Ve volbách v roce 1920 získala pouze 10 mandátů, ve volbách v roce 1923 a 1926 vybojovala 8 křesel a ve volbách v roce 1929 pak 9 ze 101 křesel. I přesto byla Estonská lidová strana v letech 1920 až 1932 členem devíti z dvanácti vládních koalic.
Od 7. června 1923 do 27. května 1925 sloužil Tõnisson jako předseda parlamentu (Riigikogu). Svůj třetí vládní kabinet sestavil 9. prosince 1927, poprvé jako „hlava státu“ (riigivanem). Byla to široká koalice s labouristy a agrárníky. Vláda padla 4. prosince 1928. Do velké politiky se Tõnisson vrátil 12. února 1931, kdy se stal ministrem zahraničních věcí v kabinetu Konstantina Pätse. V říjnu 1931 se pospojovalo několik menších středových stran, včetně Tõnissonových lidovců, a vznikla Strana národního středu (Rahvuslik Keskerakond). Stala se třetí hlavní silou v parlamentu, vedle sociálních demokratů a agrárníků. Tõnisson zůstal na postu ministra zahraničí také v kabinetu Jaana Teemanta, dokud 19. července 1932 neodstoupil.
Volby v roce 1932 přinesly Straně národního centra 23 ze 101 křesel v Riigikogu, čímž se stala druhou největší stranou v parlamentu. Tõnisson pak sloužil jako předseda Riigikogu od 19. července 1932 do 18. května 1933. Kvůli rozdílným ekonomickým názorům Strana národního středu opustila vládní koalici a Jaan Tõnisson sestavil svůj čtvrtý kabinet dne 18. května 1933. Bylo to však v době těžké ekonomické krize a několik bolestných rozhodnutí vedlo k totálnímu poklesu Tõnissonovy osobní popularity. Reálně to však již tolik nevadilo, neboť estonská demokracie pomalu umírala.
V referendu v roce 1933 přijali voliči novou ústavu, která omezila pravomoci parlamentu a zvýšila pravomoci prezidenta. Prezident Konstantin Päts pak definitivně získal plnou moc po převratu v roce 1934. Vzápětí Päts pozastavil činnost politických stran a parlamentu (až do voleb v roce 1938). Tõnisson se stal vůdcem demokratické opozice autoritativního režimu. Jeho noviny Postimees ovšem vláda vyvlastnila. V polodemokratických volbách v roce 1938 byl Tõnisson znovu zvolen do Státního shromáždění (Riigivolikogu), dolní komory Riigikogu, kde pokračoval v boji za úplné obnovení demokracie v Estonsku.
Poté, co Sovětský svaz 16. června 1940 napadl Estonsko, se Tõnisson údajně pokusil přesvědčit prezidenta Konstantina Pätse o nutnosti ozbrojeného odporu proti sovětským okupantům, nicméně Päts se v té době již rozhodl vzdát se bez odporu. Tõnisson se pokusil zorganizovat ještě demokratickou kandidátku pro volby, které vyhlásili Sověti v červenci 1940, ale tyto volby byly již fingované a parlament chystali Sověti jen jako kulisu. To Tõnisson pochopil poté, co sovětský okupační režim odstranil všechny opoziční kandidáty z hlasování.
Sovětské úřady zatkly Tõnissona na podzim 1940 a postavily ho před soud. Během procesu Tõnisson ničeho nelitoval ani neuvedl žádné informace o dalších politicích, kteří se postavili Sovětům. Přesné místo pobytu Tõnissona po soudu a okolnosti jeho smrti zůstávají záhadou. Nejdůvěryhodnější verze říká, že Tõnisson byl zastřelen v Tallinnu během prvních červencových dnů roku 1941. Místo jeho pohřbu není známo.
Tõnissonovy morální postoje a čestná smrt inspirovaly Estonce po celá desetiletí, aby vzdorovali sovětskému okupačnímu režimu a nakonec v roce 1991 znovu získali nezávislost. Tõnissonovi byl v roce 1999 postaven památník v Tartu.
Zajímavostí je, že Tõnisson obdržel v roce 1932 československý Řád bílého lva.